# Chojane-Piecki
Chojane-Piecki is een plaats in het Poolse district  Wysokomazowiecki, woiwodschap Podlachië. De plaats maakt deel uit van de gemeente Kulesze Kościelne en telt 60 inwoners.